# Emanuela Setti Carraro
Emanuela Setti Carraro (Borgosesia, 9 ottobre 1950 – Palermo, 3 settembre 1982) è stata un'infermiera e militare italiana, seconda moglie del generale-prefetto Carlo Alberto dalla Chiesa.
Morì nella strage di via Carini in cui venne ucciso anche il marito, appena cinquantaquattro giorni dopo il loro matrimonio. È tumulata assieme al marito, nella tomba di famiglia, al cimitero della Villetta a Parma.

## Biografia
Nacque in Piemonte a Borgosesia da una famiglia della "borghesia buona" milanese, reduce dalla guerra e poi attiva nel commercio della lana. Il padre, Ferdinando Giulio Setti, era stato ufficiale volontario sul fronte greco albanese, e la madre, Maria Antonietta Carraro, ispettrice del Corpo delle infermiere volontarie della Croce Rossa Italiana durante la seconda guerra mondiale e nella Repubblica Sociale Italiana. Aveva due fratelli, il medico Paolo Giuseppe e il mercante d'arte Giovanni Maria.
Emanuela seguì l'impegno materno e si diplomò come infermiera volontaria della Croce Rossa Italiana, la cui abilitazione prevedeva l'equiparazione alle mansioni di infermiera generica. Prestò servizio in particolare presso l'ospedale militare di Milano e le sale operatorie dell'Istituto di Patologia Chirurgica dell'Università di Milano, diretto da Ugo Ruberti.  Prestò servizio anche alla caserma "Santa Barbara" di Milano, dove introdusse l'attività di ippoterapia con il determinante sostegno del Reggimento Artiglieria a Cavallo.
Sposò il 10 luglio 1982 il generale Carlo Alberto dalla Chiesa (vedovo dal 1978), dall'aprile prefetto di Palermo, dopo molte titubanze da parte del generale, a causa della differenza di età (30 anni), e superate solo dalla convinzione e determinazione di Emanuela. Il matrimonio venne celebrato, in forma privata, nella chiesetta di Castel Ivano a Ivano-Fracena in Trentino.
La sera di venerdì 3 settembre 1982, alle ore 21:15, ora dell'agguato mortale a Palermo, la donna era alla guida della sua A112 con a fianco il marito. I loro corpi furono rinvenuti crivellati di colpi, con il generale che l'abbracciava come in un disperato tentativo di proteggerla con il proprio corpo; secondo la ricostruzione, fu la prima a essere colpita dal sicario. 

Pur non essendo la prima donna vittima della mafia, a quel tempo la sua morte suscitò molte riflessioni sull'evoluzione della pratica mafiosa, che aveva ormai abbandonato la regola "d'onore" di non uccidere le donne.

## Le informazioni sull'attività del marito
Sia la madre di Emanuela sia la collaboratrice domestica della famiglia Dalla Chiesa a Palermo, hanno ripetutamente sostenuto che il generale custodisse alcune carte relative o alla lotta contro il terrorismo oppure alla lotta contro la mafia e che Emanuela fosse informata della presenza di tali carte e su come usarle in caso di uccisione del prefetto. Ai timori, espressi a tavola da Emanuela Setti Carraro riguardo alla sicurezza di suo marito a Palermo, costui rispondeva di stare tranquilla e "se mi fanno qualcosa tu sai che c'è il nero su bianco e sai dove prenderlo".
Tuttavia, dopo la loro morte le chiavi della cassaforte di Villa Paino, la residenza palermitana del prefetto, non furono trovate per 11 giorni, e all'apertura della cassaforte, dopo il ritrovamento delle chiavi, la stessa risultò vuota. In sede di commissione parlamentare d'inchiesta si avanzò l'ipotesi che l'uccisione del prefetto fosse stata pianificata congiuntamente a quella della moglie proprio per evitare la divulgazione di eventuali documenti lasciati a lei dal prefetto.

## Riconoscimenti
Dopo la sua morte le sono state intitolate numerose vie e piazze cittadine in Sicilia (Bagheria, Belpasso, Campofelice di Roccella, Favara, Partanna, Partinico, Santo Stefano di Camastra, San Cataldo, Termini Imerese, Torrenova fraz. Zappulla) ed in altri luoghi d’Italia (Parma, Ravenna, Acquaviva Picena, Casalbellotto, Fisciano, Foligno, San Benedetto del Tronto, San Vito dei Normanni, Spoleto, Voghera).
Per ricordare la sua allieva, l'"Educandato Statale Collegio delle Fanciulle" di Milano è stato rinominato "Educandato Statale Emanuela Setti Carraro dalla Chiesa".
A Buccinasco (MI) è stata intitolata a suo nome la nuova sede della Croce Rossa, posta in una palazzina inclusa in beni sequestrati dallo Stato per attività mafiose (clan Papalia e Sergi) e quindi destinati a opere pubbliche.
A Castano Primo (MI) le è stato dedicato l'asilo nido comunale che sorge in via Mameli.
Le è stata intitolata la Scuola Nazionale A.N.I.R.E. (Associazione Nazionale Italiana di Riabilitazione Equestre e di Equitazione Ricreativa per i Disabili) a ricordo del suo impegno umanitario a favore degli handicappati svolto durante il suo servizio come crocerossina.
Il Reggimento Artiglieria a Cavallo di Milano le ha intitolato il maneggio coperto in cui si svolge l'attività dell'Associazione A.N.I.R.E all'interno della Caserma Santa Barbara, proprio dove la giovane crocerossina contribuì in maniera determinante allo sviluppo dell'ippoterapia.
A Palermo, in via Tiepolo le è stata dedicata una scuola secondaria, l'Istituto Comprensivo Statale Emanuela Setti Carraro, che grazie alle donazioni dei ragazzi ha fatto costruire in Birmania una scuola dedicata sempre alla Setti Carraro.
A Borgosesia, sua città natale, il 7 settembre 2019 nella centrale piazza Mazzini è stata inaugurata una fontana monumentale dedicata a lei e al marito, presentata con una cerimonia che ha visto la presenza di tremila cittadini, oltre a numerose autorità.